# Port lotniczy Česká Lípa
Port lotniczy Česká Lípa (cz.: Letiště Česká Lípa, kod ICAO: LKCE) – port lotniczy położony w mieście Česká Lípa, w Czechach.